# Adriana Barral
Adriana Barral (1958, Almada) é uma actriz portuguesa.

Adriana Barral tem já uma vasta carreira em televisão, tendo sido na RTP que se iniciou na arte da representação no pequeno ecrã. Decorria o ano de 1992 quando desempenhou o papel de professora em Os Melhores Anos. De lá para cá nunca mais parou de trabalhar e até 2009 sempre foi vista nas produções da RTP, SIC e TVI. Do seu vasto currículo fazem parte nomes sonantes da ficção nacional tais como a série Capitão Roby, Camilo & Filho, Roseira Brava, Flor do Mar ou Tempo de Viver.
Apesar de ser várias vezes chamada para várias aparições especiais em séries, o fato é que desde que terminou o seu último trabalho, Flor do Mar, em 2009, que nunca mais apareceu em televisão.
Falta de convites, opção própria ou puro esquecimento, a verdade é que a atriz já poderia regressar à televisão e fazer papeis marcantes, tais como os que fez outrora.

## Televisão
- Os Melhores Anos RTP 1992 'Professora'
- O Quadro Roubado RTP 1992 'Advogada'
- Telhados de Vidro TVI 1993 'Isabel'
- Nico D'Obra RTP 1993 'Lena'
- Desencontros RTP 1994/1995 'Donatilde'
- Roseira Brava RTP 1995 'Fani'
- Os Trapalhões em Portugal SIC 1995
- Camilo & Filho Lda. SIC 1996 'Carlota'
- Riso, Mentiras e Vídeo RTP 1997
- Polícias RTP 1997 'Cristina'
- Médico de Família SIC 1998 'Mãe de Sandra'
- Solteiros RTP 1998 'Rosa'
- Uma Casa em Fanicos RTP 1998 'Demi'
- O Meu, o Teu e o Nosso RTP 1999 'Laura'
- Jornalistas SIC 1999 'Cristina'
- Conde de Abranhos RTP 2000 'Sra. Vitorino'
- Capitão Roby SIC 2000 'Marília'
- Cuidado com as Aparências SIC 2000 'Médica'
- Ajuste de Contas RTP 2001 'Professora'
- Super Pai TVI 2002 'Mãe'
- Amanhecer TVI 2002/2003 'Daisy'
- Morangos com Açúcar TVI 2004 'Mãe de Lara'
- Tempo de Viver TVI 2006 'Fernanda'
- Casos da Vida TVI 2008 'Maria de Lurdes'
- Flor do Mar TVI 2009 'Deolinda'
- Há Sempre um Amanhã RTP 2012 'Ivone'

## Publicidade
- Knorr (1996/1997), ao lado do ator Alfredo Brito
- Persil (1996), com a actriz Romi Soares
- Hipermercados Continente (1995)
- Banco Nacional Ultramarino (1994), com o actor Luís Pavão
- Telecel (1994)